# Línguas samoiedas
As línguas samoiedas são uma família de idiomas falada em ambos os lados dos montes Urais, no extremo setentrional da Eurásia, por cerca de 30000 falantes.
Estas línguas derivam do proto-samoiedo que, juntamente com as línguas fino-úgricas, formam a família das línguas urálicas.

## Classificação
Os principais idiomas samoiedos, e os respectivos grupos étnicos, são os seguintes: 
Samoiedo setentronal
- Enesiano (Yenetes, Yenisei-Samoiedo), que se encontram junto ao rio Yenisei, falada pelos Enet;
- Nenesiano (Yurak), falado pelos Nenets;
- Nganasan (Tavgy, Tavgi, Tawgi, Tawgi-samoiedo), falada pelos Nganasan;
- †Iurasiano, um idioma extinto, falado na região do rio Yenisei.

Samoiedo meridional
- †Kamassina (Kamas), idioma extinto;
- †Mator (Motor), idioma extinto;
- †Koibal, idioma extinto;
- Selkupico (Ostyak-Samoiedo), falado pelos Selkupes.

## Distribuição geográfica
O território samoiedo estende-se do Mar Branco até ao Mar de Laptev, ao longo das costas do Oceano Árctico da Rússia europeia, incluindo o sul da Nova Zembla, a Península de Yamal, as desembocaduras dos rios Ob e Yenisei até à Península de Taimyr, no extremo norte da Sibéria.
As línguas sul-samoiedas ocupavam um vasto território do centro da Sibéria, que se estendia da bacia do rio Ob, a Oeste, até às terras altas de Sayan-Baikal, a Este. Destes idiomas, só o Selkupico (Selkup) sobrevive e ainda hoje é falado. 
A sua economia baseia-se na pastorícia de renas.